# 無尾港水鳥保護區
無尾港水鳥保護區位於中華民國宜蘭縣蘇澳鎮，蘭陽平原南端，東臨太平洋、北至新城溪口，為依據《野生動物保育法》公告之野生動物保護區及野生動物重要棲息環境，是臺灣主要的雁鴨度冬區之一。

## 歷史
無尾港是台灣12大溼地之一、台灣雁鴨主要棲息地，1981年被台電申請為「蘇澳火電廠」預定地。為維護宜蘭縣獨特野生動物資源及反蘇澳火電廠，宜蘭縣政府1992年提報設立「無尾港水鳥保護區」，是全國第一個主動提報水鳥保護區的縣分，爭取數年終於於1993年獲農委會修法接納，成為全國第一個依據《野生動物保育法》公告設立的水鳥保護區，也因此而逼退台電的「蘇澳火力發電廠」。
無尾港原為《噶瑪蘭志略》中所記載的「馬賽港」，日治時期因海防之需引河水從頂寮附近出海，原出海口水量驟減，之後又因洪水、農地重劃，逐漸淤積成沒有出海口的河港，故被稱作無尾港。
1993年，因台灣電力公司計劃於當地興建「蘇澳火力發電廠」，當地民眾組織「港邊里反火力自救會」反對興建電廠。後經生態調查發現，當地是鳥種豐富的重要溼地。宜蘭縣政府據此以水鳥公園的計畫案送至行政院，經核定後成為臺灣本島第一個水鳥保護區。2003年，自發性的民間組織「無尾港文教促進會」申請讓當地成為戶外行動式的地方文化館，由促進會負責管理，交通部之後也將保護區納入東北角暨宜蘭海岸國家風景區。保護區內以小水鴨數量最多，其次是花嘴鴨和琵嘴鴨。2009年以來，尖尾鴨數量也觀察到有增加趨勢。

## 周邊聚落

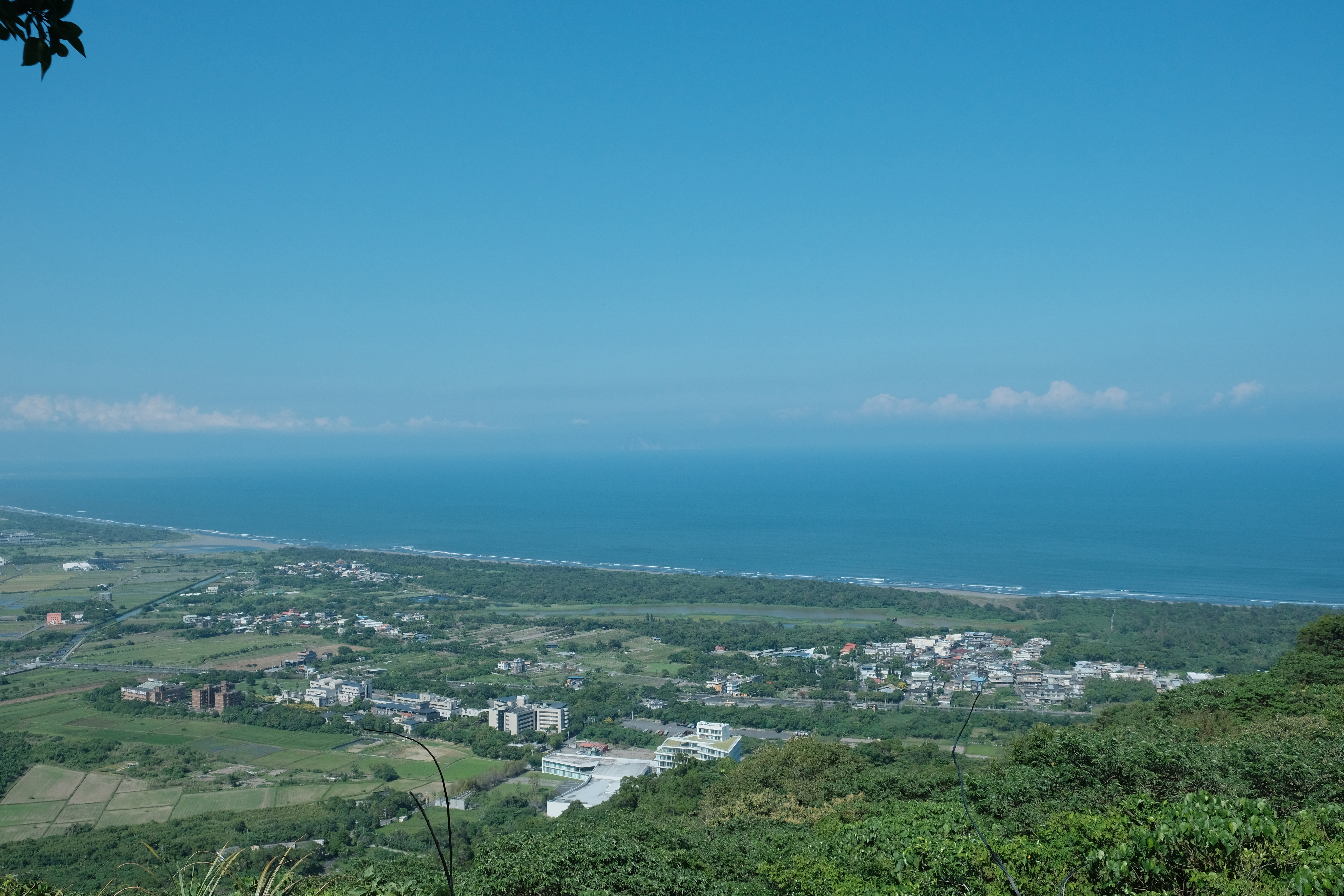
無尾港水鳥保護區

無尾港水鳥保護區屬於蘇澳鎮港邊里，周邊有港口、嶺腳與岳明新村三個聚落；前兩者是閩南人聚居的地方，而岳明新村則是國府為安置榮民而設立的眷村。今日比鄰無尾港水鳥保護區的岳明國小，雖然名稱稱為岳明，但是位置是在嶺腳聚落中。

## 周邊景點
無尾港除了是個賞鳥勝地之外，還有豐富的自然與人文景觀。

### 人文景觀
- 石板屋
- 百年古井
- 牽罟
- 五營
- 「復活節島」木雕

### 自然景觀
- 濕地
- 水鳥
- 沙丘
- 湧泉
- 海灘

## 交通

### 大眾交通工具
【1797】羅東－岳明新村

### 自行開車
沿著北部濱海公路，向東轉進宜42鄉道。

## 外部連結
- 國家重要濕地保育計畫：無尾港濕地
- 無尾港水鳥保護區-東北角暨宜蘭海岸國家風景區觀光資訊網
- 無尾港水鳥保護區-宜蘭旅遊景點 （页面存档备份，存于）